# Гагбюон
Гаґбюон, або Хагбюон (швед. Hagbyån) — річка на півдні Швеції, у південно-східній частині Йоталанду. Площа басейну  — 467,9 км².  На річці побудовано 2 ГЕС малої потужності. 